# Majumi Kadžiová
Majumi Kadžiová (japonsky 加治 真弓, * 28. června 1964) je bývalá japonská fotbalistka.

## Reprezentační kariéra
Za japonskou reprezentaci v letech 1981 až 1991 odehrála 48 reprezentačních utkání. Byla členkou japonské reprezentace i na Mistrovství světa ve fotbale žen 1991.

## Statistiky
| Japonsko | Japonsko | Japonsko |
| Roky     | Záp.     | Góly     |
| -------- | -------- | -------- |
| 1981     | 1        | 0        |
| 1982     | 0        | 0        |
| 1983     | 0        | 0        |
| 1984     | 0        | 0        |
| 1985     | 0        | 0        |
| 1986     | 12       | 0        |
| 1987     | 4        | 0        |
| 1988     | 3        | 0        |
| 1989     | 9        | 0        |
| 1990     | 7        | 0        |
| 1991     | 12       | 0        |
| Celkem   | 48       | 0        |

## Úspěchy

### Reprezentační
- Mistrovství Asie:  1986, 1991;  1989